# Coleophora fretella
Coleophora fretella é uma espécie de mariposa do gênero Coleophora pertencente à família Coleophoridae.